# Auguste Alfred Rubé
Auguste Alfred Rubé (IX arrondissement di Parigi, 20 giugno 1817 – X arrondissement di Parigi, 13 aprile 1899) è stato un pittore, decoratore e scenografo francese del XIX secolo.
Fu un innovatore nel campo della scenografia teatrale. Tale "decoratore di raro ingegno", si concentrò sulla ricerca del colore in linea con le tendenze del Romanticismo.

## Biografia
Rubé nacque nel IX arrondissement di Parigi. Ricevette un buon insegnamento dal suo maestro Pierre-Luc-Charles Ciceri, scenografo dell'Opéra-Comique, di cui sposò la figlia. Ciceri aveva la fiducia di Alexandre Dumas, che si confidava con lui e i suoi studenti, Rubé, Charles Séchan, Jules Diéterle, Édouard Desplechin, ma Rubé voleva fare di meglio: non solo riprodurre accuratamente il paesaggio ma renderlo pittoresco.
La scenografia del 2° atto di Âme en peine, di Friedrich von Flotow sul libretto di Jules-Henri Vernoy de Saint-Georges, realizzato per l'Opera di Parigi, rappresentò, in un certo senso, la sua prima rappresentazione. Le opere per le quali realizzo le scenografie sono dei capolavori: nel 1846, egli realizzò la scenografia per il 2° atto di Betly di Donizetti. La sua fama iniziò in quel momento: il 1° atto di Zerline di Auber; il 1° atto dell'Ebreo errante di Halévy; il 4° atto de la Fronde, di Louis Niedermeyer; il 1° atto di Piero de Medici di Giuseppe Luci Poniatowski; il 3° atto de La regina di Saba di Gounod; il 1 e 2 atto de l'L'Africana di Meyerbeer; il 1° atto di Roland à Roncesvaux di Auguste Mermet; il 4° atto de Don Carlo di Verdi; il 1° e il 5° atto di Amleto di Thomas; il 4° atto del Faust di Gounod; il 1° atto di Coupe du roi de Thulé, di Eugène Diaz; il 3° atto di Giovanna d'Arco di Mermet; il 3° atto di Sylvia di Delibes; il 1° e 5° atto de il Re di Lahore di Massenet; il 3° atto di Polyeucte di Gounod; la 2° scena e il 4° atto dell'Aida di Verdi; il 2° atto de La Korrigane di Charles-Marie Widor; il 1° e 4° atto de Il tributo di Zamora di Gounod; il 1° atto di Namouna di Delibes; il 1° atto di Saffo di Gounod; il 1° e 4° atto di Sigurd di Reyer; il 1° atto de Les Deux pigeons di Messager; il 3° atto di Patrie di Émile Paladilhe; il 2° e 5° atto di Roméo et Juliette di Gounod; la 3° scena di Ascanio di Saint-Saens.
Egli creò inoltre la scenografia del Foro Romano nel Faustine di Louis Bouilhet al Théâtre de la Porte-Saint-Martin, la scenografia del cimitero di Montmartre in Germinie Lacerteux di Edmond de Goncourt al Théâtre de l'Odéon, la scenografia del parco misterioso in Sphynx di Joséphin Péladan nel Théâtre-Français, l'effetto notturno delle rive della Senna vicino l'Institut de France in Jean de Thommeray di Émile Augier e Jules Sandeau, nello stesso teatro.
Nel 1858, egli dipinse uno splendido soffitto per il Théâtre-Français, raffigurante Apollo a cavallo di Pegaso tra i personaggi che hanno ispirato i capolavori degli attori drammatici e comici francesi che, distrutto dal gas, fu ridipinto nel 1879 da Alexis-Joseph Mazerolle. L'ultima opera a cui egli lavorò fu il sipario della nuova Opéra-Comique. E anche quello dell'Opera.
Quando morì, all'età di ottant'anni, Rubé era diventato un decano dei pittori e dei decoratori.  Il 14 agosto 1869 fu nominato cavaliere della Legion d'Onore. A coloro che si rammaricavano che le sue capacità pittoriche fossero limitate alla decorazione, rispondeva con un bel sorriso: "Cosa volete, ho il teatro nel sangue!"
Rubé morì il 13 aprile 1899 nel X arrondissement di Parigi.